# Aspasius de Ravenne
Aspasius de Ravenne ( /æ ˈ s p eɪ ʒ i ə s , æ ˈ s p eɪ z je ə s , æ ˈ s p eɪ ʒ ə s / ; fl. IIIe siècle apr. J.-C.) était un sophiste et rhétoricien romain.

## La vie
Il était le fils ou l'élève du rhétoricien Demetrianus. Il enseigna la rhétorique à Rome, et occupa la chaire de rhétorique fondée par Vespasien. Il était également le secrétaire de l'empereur Maximinus Thrax. Ses oraisons louées pour leur style se sont perdues.

## Remarques
1. ↑  William Smith, A Dictionary of Greek and Roman biography and mythology, vol. 1, Boston, 1867 (lire en ligne), p. 387